# Anna Puck
Anna Puck (* 1987 in Hamburg) ist eine deutsche Schauspielerin.

## Karriere
Ab 2005 als Fotomodell tätig, besuchte Puck im Jahr 2011 einen Workshop bei Ron Burrus am Stella Adler Studio of Acting in Los Angeles und erhielt ab 2012 eine Schauspielausbildung bei Sigrid Andersson (Die Tankstelle). Stimmcoachings absolvierte sie bei Christine Kugler (2013) und Annette Goeres (2014–2016). Weiteres Coaching erhielt sie an der Actors Lodge Berlin von Schauspielerin Gabrielle Scharnitzky (2016/17). Seit 2011 trat sie nun auch als Schauspielerin in Kurzfilmen in Erscheinung.
Im ZDF war sie 2015 in ihrer ersten Fernsehfilmnebenrolle in 600 PS für zwei von Sophie Allet-Coche zu sehen. In der RTL-Fernsehserie Alarm für Cobra 11 – Die Autobahnpolizei hatte sie im selben Jahr eine Episodenhauptrolle in der Folge Duell in der Wildnis.
2017 spielte sie im ZDF-Fernsehfilm Verliebt in meinen Chef aus der Reihe Inga Lindström unter der Regie von Matthias Kiefersauer in einer Nebenrolle.
Ende 2018 war sie im ZDF in der Folge Hochzeitsreise ins Piemont der Fernsehreihe Kreuzfahrt ins Glück an der Seite von Jan Hartmann erneut in einer Nebenrolle zu sehen.
Im Jahr 2019 stand sie in ihrer ersten Fernsehfilmhauptrolle für die Rosamunde-Pilcher-Verfilmung Von Tee und Liebe nach der Kurzgeschichte A Gift of Love unter der Regie von Marc Prill vor der Kamera, in der sie die an der Seite von Leander Lichti spielte. Die Erstausstrahlung erfolgte im Januar 2020 im ZDF.
2021 hatte sie eine Episodenhauptrolle in einer Folge der dreizehnten Staffel der ZDF-Kriminalserie SOKO Stuttgart.
2022 wird sie in der von RTL im Herbst 2021 produzierten, sechsteiligen Serie Der Schiffsarzt in einer Hauptrolle zu sehen sein.
Puck ist Mitglied im Bundesverband Schauspiel BFFS und Werbemodel sowie Testimonial in diversen Print-Anzeigen und TV-Werbevideos, unter anderem für Volkswagen, Tom Tailor, Mastercard, Dr. Oetker, Nivea, Rodenstock, Trivago und Persil. Sie lebt in Berlin.

## Filmografie (Auswahl)
- 2011: Aesthetic Lie (Kurzspielfilm)
- 2011: Blue (Kurzfilm)
- 2011: Pret a Diner – Director’s Cut (Moodfilm)
- 2012: MIR (Kurzspielfilm)
- 2014: Caldera (Kurzfilm)
- 2015: 600 PS für zwei (Fernsehfilm) (ZDF)
- 2015: Alarm für Cobra 11 – Die Autobahnpolizei – Duell in der Wildnis (Fernsehserie, Episode #287) (RTL)
- 2017: Inga Lindström – Verliebt in meinen Chef (Fernsehfilmreihe, Episode #72) (ZDF)
- 2018: Kreuzfahrt ins Glück – Hochzeitsreise ins Piemont (Fernsehserie, Episode #28) (ZDF)
- 2020: Rosamunde Pilcher – Von Tee und Liebe (Fernsehfilmreihe, Episode #146) (ZDF)
- 2021: Blutige Anfänger – Winzerblut (Fernsehserie, Staffel 2 – Episode #1) (ZDF)
- 2021: SOKO Stuttgart – BlingBling (Fernsehserie, Staffel 13 – Episode #7) (ZDF)[9]
- 2022: Der Schiffsarzt (Fernsehserie)
- 2024: In aller Freundschaft (Fernsehserie, Folgen Entsichert, Solche Tage, Blick nach vorne)